# Meccanica della frattura

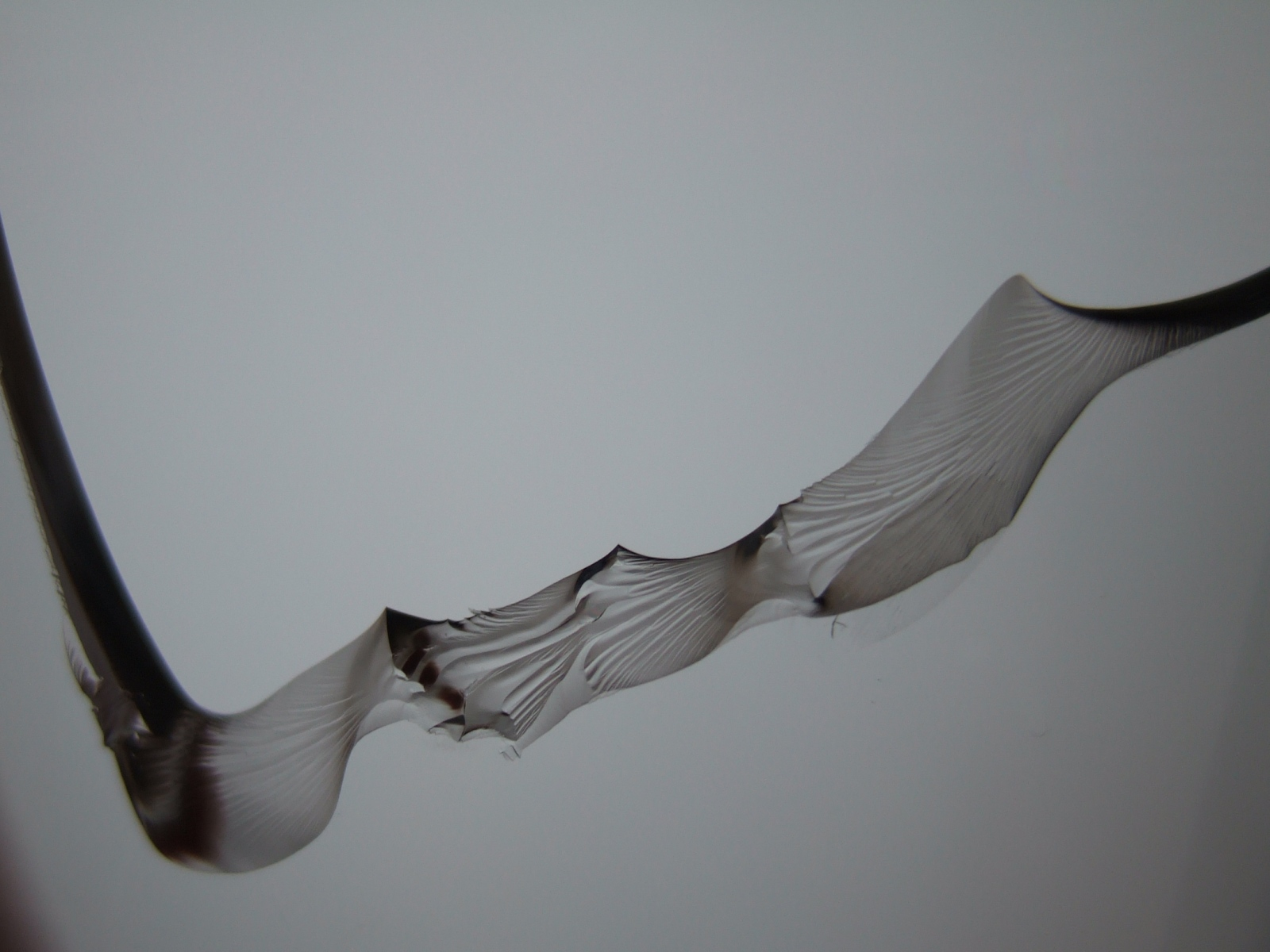
Propagazione di una frattura nel vetro.

La meccanica della frattura è quel ramo della meccanica che si occupa di studiare gli effetti di cricche e difetti sullo stato di sforzo applicato ad un corpo. Applicando la fisica e la matematica degli sforzi e delle deformazioni al livello microscopico dei difetti presenti nei materiali, essa permette di predire il comportamento macroscopico a frattura dei corpi.
L'aspetto particolarmente innovativo della meccanica della frattura è una nuova filosofia di progettazione secondo un approccio damage tolerance, per il quale i difetti o le cricche non sono visti come punti di intrinseca debolezza del materiale, ma come concentratori e modificatori dello stato di sforzo.
Nelle sue applicazioni pratiche la meccanica della frattura si configura come un importante strumento per migliorare il comportamento meccanico dei materiali e dei componenti; inoltre è di indiscutibile valore in quei campi come quello aeronautico o nucleare dove la precisione nella progettazione e nella verifica dei componenti sollecitati deve essere massima.

## Classificazione
Lo stato di sforzo a cui è sottoposto un corpo in un suo punto generico è in generale funzione sia delle condizioni al contorno (geometria del corpo, geometria del difetto e sollecitazioni applicate) e sia della legge costitutiva del materiale che determina il suo comportamento in risposta all'applicazione di uno sforzo; conseguentemente la meccanica della frattura viene divisa, per praticità di analisi ed osservazione, in tre sottogruppi:
- meccanica della frattura lineare elastica (LEFM) che studia i materiali aventi comportamento elastico lineare;
- meccanica della frattura elasto-plastica (EPFM) che studia i materiali aventi comportamento elasto-plastico;
- meccanica della frattura viscoelastica che studia i materiali aventi comportamento viscoelastico.

## Meccanica della frattura lineare elastica

### La concentrazione degli sforzi causata dai difetti
Se si analizza la frattura a livello atomico, si può dimostrare che la forza di coesione interatomico per un generico materiale è approssimativamente uguale a {\displaystyle E/\pi } (dove {\displaystyle E} è il modulo elastico). Ciò non concorda con l'evidenza sperimentale, in quanto lo sforzo di frattura rilevato sperimentalmente è da 2 a 3 ordini di grandezza minore del modulo elastico.

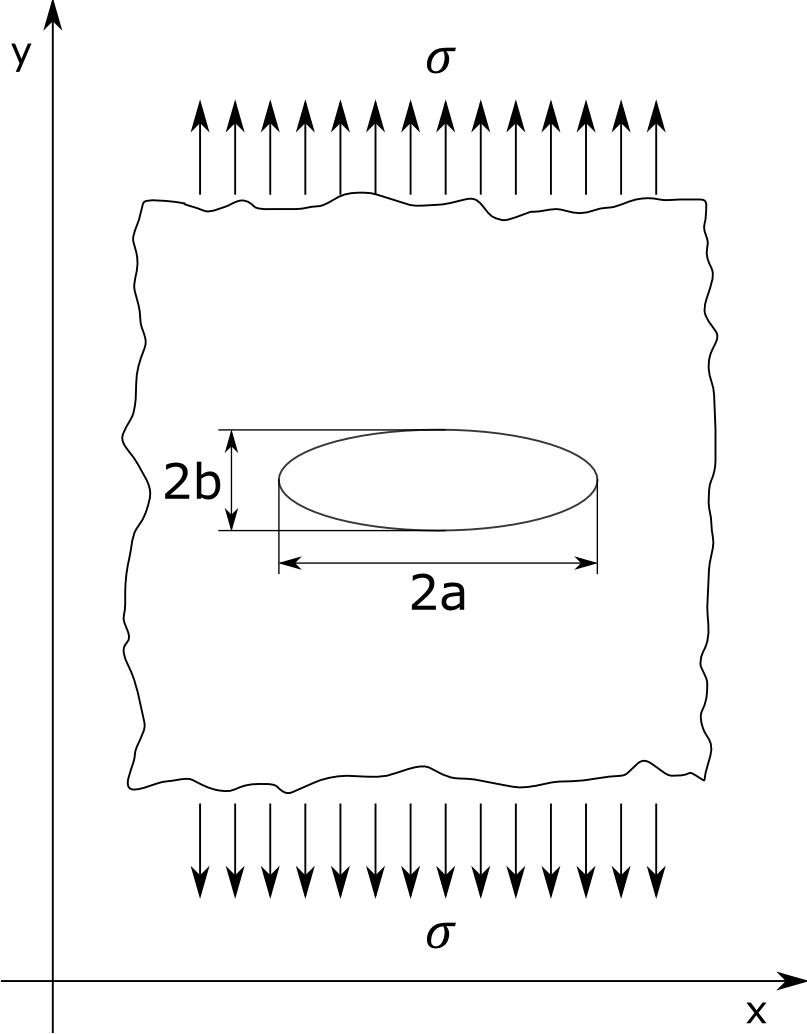
Schematizzazione della lastra con cricca ellittica

Nel 1913 Inglis, per primo propose una correlazione quantitativa tra la geometria di un difetto e lo stato di sforzo presente. Egli analizzò una lastra piana, sottile, infinita nel piano {\displaystyle x\times y}, sottoposta a pura trazione in direzione {\displaystyle y}, con cricca ellittica passante, con diametro in direzione {\displaystyle x} di dimensione {\displaystyle 2a} e quello in direzione {\displaystyle y} di dimensione {\displaystyle 2b}.
Definito {\displaystyle \rho =b^{2}/a}, il raggio di curvatura della cricca nell'apice, lo sforzo di trazione, {\displaystyle \sigma _{y}} all'apice della cricca (diametro {\displaystyle 2a}) risulta per la formula di Inglis:
{\displaystyle \sigma _{y}=\sigma \left(1+2{\sqrt {\frac {a}{\rho }}}\right)}
dove {\displaystyle \sigma } è lo sforzo di trazione in assenza della cricca.
Se consideriamo una cricca infinitamente acuta ({\displaystyle \rho =0}) lo sforzo all'apice della cricca diventa
{\displaystyle \sigma _{y}=2\sigma {\sqrt {\frac {a}{\rho }}}}
La precedente equazione predice uno sforzo infinito all'apice di una cricca infinitamente acuta, indipendentemente dal valore dello sforzo applicato. Il risultato ottenuto, seppur si basi sull'ipotesi di continuo spaziale e quindi non valido per i materiali reali a livello atomico, fornisce un chiaro esempio di come gli sforzi si possano concentrare all'apice dei difetti.

### Approccio energetico secondo Griffith

#### Tasso di rilascio dell'energia,G{\displaystyle G}
Nel 1920 Griffith propose un approccio energetico allo studio del problema della frattura.
Si consideri un corpo contenente un difetto soggetto ad un carico di trazione {\displaystyle P}. In condizioni di equilibrio il lavoro svolto dalla forza esterna {\displaystyle P} è uguale all'energia di deformazione elastica, {\displaystyle U_{ext}=U_{el}}.
Se la forza esterna {\displaystyle P} aumenta tanto da raggiungere la condizione di propagazione della cricca il bilancio energetico per incremento di area della cricca ({\displaystyle dA}) può essere riscritto
{\displaystyle {\frac {dU_{ext}}{dA}}={\frac {dU_{el}}{dA}}+{\frac {dU_{sup}}{dA}}+{\frac {dU_{cin}}{dA}}}
, dove 
{\displaystyle U_{sup}} è l'energia di formazione delle nuove superfici e
{\displaystyle U_{cin}} è l'energia cinetica della cricca.
Se si definisce, quindi il tasso di rilascio dell'energia
{\displaystyle G={\frac {dU_{ext}}{dA}}-{\frac {dU_{el}}{dA}}}
e la resistenza a frattura, chiamata anche {\displaystyle G_{C}},
{\displaystyle R={\frac {dU_{sup}}{dA}}}
, il precedente bilancio può essere riscritto.
{\displaystyle G=R+{\frac {dU_{cin}}{dA}}}
, ovvero una cricca presente in un corpo propaga quando la variazione di energia potenziale disponibile {\displaystyle G} uguaglia (o supera) la variazione di energia per creare nuove superfici ({\displaystyle R}). L'eventuale energia in eccesso verrà trasformata in variazione di energia cinetica della cricca stessa.

#### Determinazione diG{\displaystyle G}con il metodo della cedevolezza
Nel caso di una lastra piana di spessore {\displaystyle B} in cui è presente una cricca di lunghezza {\displaystyle a}, sottoposta a trazione, è possibile determinare l'espressione di {\displaystyle G} in funzione della misura di cedevolezza ({\displaystyle C}):
{\displaystyle G={\frac {P^{2}}{2B}}{\frac {dC}{da}}}
Si consideri una lastra di spessore {\displaystyle B} in cui è presente una cricca di lunghezza {\displaystyle a} sottoposta a un carico costante {\displaystyle P} (controllo di carico).
Se si verifica un avanzamento della cricca infinitesimo {\displaystyle da} il corpo subirà uno spostamento infinitesimo {\displaystyle d\delta }.
La variazione del lavoro delle forze esterne sarà
{\displaystyle dU_{ext}=Pd\delta }.
La variazione dell'energia interna delle forze elastiche sarà
{\displaystyle dU_{el}={\frac {P}{2}}(\delta +d\delta )-{\frac {P\delta }{2}}={\frac {Pd\delta }{2}}} .
Quindi
{\displaystyle G={\frac {dU_{ext}}{dA}}-{\frac {dU_{el}}{dA}}={\frac {P}{2B}}\left({\frac {d\delta }{da}}\right)_{P}}
Se si considera la stessa piastra ma questa volta in controllo di spostamento, un avanzamento della cricca infinitesimo {\displaystyle da} creerà una variazione della forza {\displaystyle dP}.
La variazione del lavoro delle forze esterne, essendo la variazione dello spostamento nulla,
{\displaystyle dU_{ext}=0}.
La variazione dell'energia interna delle forze elastiche sarà
{\displaystyle dU_{el}={\frac {\delta }{2}}(P+dP)-{\frac {\delta }{2}}P={\frac {dP\delta }{2}}} .
Quindi
{\displaystyle G=-{\frac {dU_{el}}{dA}}=-{\frac {\delta }{2B}}\left({\frac {dP}{da}}\right)_{\delta }}.
Entrambe le espressioni di G possono essere ricondotte a una singola se si introduce la cedevolezza {\displaystyle C=\delta /P}
{\displaystyle G={\frac {P^{2}}{2B}}{\frac {dC}{da}}}

#### Il criterio di frattura energetico
Precedentemente si è dimostrato che un difetto presente in un materiale propaga quando il valore di {\displaystyle G} uguaglia od è maggiore del valore di {\displaystyle R}.
Il criterio di frattura energetico è quindi il seguente
{\displaystyle G\geq R}
{\displaystyle G}, il tasso di rilascio dell'energia, è funzione dalla geometria del corpo e del difetto e dalle sollecitazioni applicate. Esso può essere ricavato sia sperimentalmente che analiticamente per una determinata configurazione di geometrie e sforzi.
{\displaystyle R}, la resistenza a frattura del materiale, viene misurata sperimentalmente con prove appositamente concepite. Per i materiali perfettamente fragili {\displaystyle R} è costante rispetto alla lunghezza della cricca {\displaystyle a}, mentre per i materiali che presentano deformazioni plastiche {\displaystyle R} è funzione di {\displaystyle a}. Per esempio, molti metalli presentano il fenomeno dell'incrudimento;  {\displaystyle R}, per questi materiali, aumenterà con l'allungamento della cricca.

##### Instabilità
Il criterio di frattura precedentemente illustrato indica le condizioni affinché la cricca possa avanzare. Nel momento che la cricca avanza di un infinitesimo {\displaystyle da} variano sia il parametro {\displaystyle G} che {\displaystyle R}; quindi, perché la cricca propaghi di nuovo, il criterio deve essere di nuovo verificato.
Il criterio di instabilità, cioè le condizioni per cui la frattura avvenga in modo instabile, è
{\displaystyle \left\{{\begin{array}{ccc}G&\geq &R\\{\frac {dG}{da}}&\geq &{\frac {dR}{da}}\end{array}}\right.}
Si consideri la precedente lastra piana sottile con cricca acuta passante di lunghezza {\displaystyle 2a_{0}}, in controllo di carico, ed il materiale della lastra perfettamente fragile, quindi con {\displaystyle R} costante. Se {\displaystyle G(a_{0})} uguaglia {\displaystyle R} avverrà la frattura e l'istante successivo la cricca avanzerà infinitesimamente di {\displaystyle da}.
Per questa configurazione, Griffith, utilizzando l'analisi di Inglis, calcolò {\displaystyle G}:
{\displaystyle G={\frac {\pi \sigma ^{2}a}{E}}.}
Quindi, all'istante successivo {\displaystyle G(a_{0}+da)>G(a_{0})\geq R}. La propagazione della cricca sarà quindi instabile.
Si consideri la stessa lastra questa volta in un materiale che presenta incrudimento, con {\displaystyle R(a)} crescente. Se {\displaystyle G(a_{0})} uguaglia {\displaystyle R(a_{0})} avverrà la frattura e l'istante successivo la cricca avanzerà infinitesimamente di {\displaystyle da}. Per la nuova configurazione avremo,
{\displaystyle G(a_{0}+da)=G(a_{0})+{\frac {dG}{da}}(a_{0})da}
e
{\displaystyle R(a_{0}+da)=R(a_{0})+{\frac {dR}{da}}(a_{0})da}.
Perché avvenga la frattura all'istante successivo, e quindi la frattura sia instabile, la seguente relazione deve valere:
{\displaystyle G(a_{0}+da)\geq R(a_{0}+da)}
{\displaystyle G(a_{0})+{\frac {dG}{da}}(a_{0})da\geq R(a_{0})+{\frac {dR}{da}}(a_{0})da}
{\displaystyle {\frac {dG}{da}}(a_{0})\geq {\frac {dR}{da}}(a_{0})}

#### Calcolo dell'energia cinetica della cricca
Dalle definizioni di {\displaystyle G} e di {\displaystyle R} e dal bilancio energetico proposto precedentemente sappiamo che
{\displaystyle G=R+{\frac {dU_{cin}}{dA}}}
L'energia cinetica della cricca può essere quindi calcolata come
{\displaystyle U_{cin}=\int _{A}(G-R)dA=\int _{a_{0}}^{a}(G-R)Bda}

### Analisi degli sforzi nell'intorno di una cricca

#### Fattore di intensificazione degli sforzi, K
Westergaard, Irwin, Sneddon e Williams, a differenza di Griffith cercarono di risolvere matematicamente il campo degli sforzi nell'intorno di un difetto. Essi dimostrarono che, definito un sistema di riferimento polare ({\displaystyle r\times \theta }) con origine nell'apice della cricca, il campo degli sforzi in qualsiasi corpo criccato nell'ipotesi di materiale continuo, isotropo e lineare elastico è dato da
{\displaystyle \sigma _{ij}=\left({\frac {K}{\sqrt {2\pi r}}}\right)f_{ij}(\theta )+altri\ termini}
, dove 
{\displaystyle \sigma _{ij}} sono le componenti del tensore degli sforzi,
{\displaystyle K} è una costante che dipende dalla sollecitazione applicata e dalla geometria del sistema
{\displaystyle f_{ij}} è una funzione adimensionale.
Per {\displaystyle r\to 0} il primo termine tende a infinito mentre gli altri o sono costanti o tendono a zero. Si può definire quindi una zona di singolarità dominante nella quale lo sforzo varia come {\displaystyle 1/{\sqrt {r}}} per la quale vale la seguente relazione:
{\displaystyle \lim _{r\to 0}\sigma _{ij}=\left({\frac {K}{\sqrt {2\pi r}}}\right)f_{ij}(\theta )} .
La costante K chiamata fattore di intensificazione degli sforzi, dipende dalle sollecitazione applicata al corpo e quindi dal modo di carico al quale la cricca è soggetta.

Modi di carico.

A questo proposito vengono definiti tre modi di carico:
- Modo I: chiamato modo di apertura in tensione, nel quale il carico è applicato ortogonalmente alla cricca;
- Modo II: chiamato di scorrimento o di taglio, nel quale lo sforzo è di taglio nel piano e nella direzione della cricca;
- Modo III: chiamato di lacerazione o strappo, nel quale lo sforzo è di taglio nel piano della cricca in direzione ortogonale ad essa.

La precedente espressione del tensore degli sforzi è riscritta per ogni modo di carico:
{\displaystyle \lim _{r\to 0}\sigma _{ij}^{(I)}=\left({\frac {K_{I}}{\sqrt {2\pi r}}}\right)f_{ij}^{(I)}(\theta )}
{\displaystyle \lim _{r\to 0}\sigma _{ij}^{(II)}=\left({\frac {K_{II}}{\sqrt {2\pi r}}}\right)f_{ij}^{(II)}(\theta )}
{\displaystyle \lim _{r\to 0}\sigma _{ij}^{(III)}=\left({\frac {K_{III}}{\sqrt {2\pi r}}}\right)f_{ij}^{(III)}(\theta )}

#### Determinazione di K
Lo stato di sforzo all'apice di una cricca nella zona di singolarità dominante è univocamente definito dalle precedenti relazioni. Il fattore di intensificazione degli sforzi K, definito il modo di carico, racchiude l'effetto della geometria del corpo e del difetto e l'effetto delle sollecitazioni applicate ed è quindi l'unico parametro significativo per la determinazione degli sforzi all'apice della cricca.
L'espressione generale del fattore di intensificazione degli sforzi {\displaystyle K} è
{\displaystyle K_{(I,\ II\ o\ III)}=Y\sigma {\sqrt {\pi a}}}
, dove {\displaystyle Y} è una costante adimensionale dipendente dalla geometria del corpo e del difetto, e dal modo di carico.
{\displaystyle Y} viene determinata sia analiticamente, sia numericamente (es. analisi agli elementi finiti), sia sperimentalmente.
Se si considera una lastra sottile, soggetta a modo di carico I, con una cricca passante di dimensione {\displaystyle 2a}, gli sforzi perpendicolare e parallelo alla cricca in funzione della coordinata {\displaystyle r} con {\displaystyle \theta =0} sono rispettivamente:
{\displaystyle \sigma _{yy}={\frac {K_{I}}{\sqrt {2\pi r}}}}
{\displaystyle \sigma _{xx}={\frac {K_{I}}{\sqrt {2\pi r}}}} .
Williams e Westergaard determinarono analiticamente, per la stessa configurazione di carico e di geometrie, il campo di sforzi all'apice della cricca in funzione dello sforzo applicato {\displaystyle \sigma } e della lunghezza della cricca {\displaystyle a} e della coordinata {\displaystyle r}:
{\displaystyle \sigma _{yy}={\frac {\sigma {\sqrt {\pi a}}}{\sqrt {2\pi r}}}}.
Quindi, per questa configurazione, il fattore di intensificazione degli sforzi {\displaystyle K_{I}} risulta (Nel caso della lastra di Griffith):
{\displaystyle K_{I}=\sigma {\sqrt {\pi a}}} .

#### K{\displaystyle K}, criterio di frattura
La propagazione di una cricca avviene quando gli sforzi all'apice di essa raggiungono un valore critico. Essendo questi univocamente definiti dal fattore di intensificazione degli sforzi, si può identificare un valore di {\displaystyle K} critico chiamato {\displaystyle K_{c}}. Questo valore è una misura della tenacità a frattura del materiale ed è una proprietà intrinseca di quest'ultimo.
Perché si abbia frattura una sola di queste relazione deve essere vera:
{\displaystyle {\begin{array}{ccc}K_{I}&\geq &K_{IC}\\K_{II}&\geq &K_{IIC}\\K_{III}&\geq &K_{IIIC}\end{array}}}

### Relazione traG{\displaystyle G}eK{\displaystyle K}
Precedentemente sono strati introdotti due parametri, {\displaystyle G} e {\displaystyle K}, entrambi indici dell'effetto di modificazione dei difetti sullo stato di sforzo.
Essi sono correlati l'uno all'altro dalla seguente relazione:
{\displaystyle G={\frac {K_{I}^{2}}{E'}}+{\frac {K_{II}^{2}}{E'}}+{\frac {K_{III}^{2}}{2\mu }}}
, dove 
{\displaystyle \mu } è il modulo di elasticità tangenziale,
{\displaystyle E'=E} nel caso di sforzo piano e
{\displaystyle E'={\frac {E}{(1-\nu ^{2})}}} nel caso di deformazione piana.
Per il caso di lastra infinita e sottile (sforzo piano) con cricca centrale passante di dimensione {\displaystyle 2a}, soggetta a modo di carico I, conosciamo di entrambi l'espressione in funzione degli sforzi e della lunghezza della cricca,
{\displaystyle G={\frac {\pi \sigma ^{2}a}{E}}}
{\displaystyle K_{I}=\sigma {\sqrt {\pi a}}}.
Quindi,
{\displaystyle G={\frac {K_{I}^{2}}{E}}} .

### Estensione della meccanica della frattura lineare elastica ai materiali elasto-plastici
La meccanica della frattura lineare elastica, come già detto, parte dall'ipotesi di materiali elastici lineari. Nella realtà però ben pochi materiali, per di più di scarso interesse ingegneristico, sottostanno alla precedente ipotesi.
Le precedenti espressioni dello stato di sforzo all'apice di una cricca non tengono conto degli eventuali effetti locali di plasticizzazione a cui i materiali reali possono andare incontro.
Perché il parametro K sia effettivamente rappresentativo dello stato di sforzo all'apice della cricca, l'estensione della zona plasticizzata deve essere minore della zona di singolarità dominante del campo di sforzi.

#### Raggio della zona plastica secondo Irwin
In prima approssimazione consideriamo che il materiale, nel caso di sforzo piano, all'apice della cricca plasticizzi quando lo sforzo {\displaystyle \sigma _{yy}=\sigma _{sn}}.
Possiamo quindi sostituire lo sforzo di snervamento nell'espressione dello sforzo {\displaystyle \sigma _{yy}} ricavato precedentemente per {\displaystyle \theta =0},
{\displaystyle \sigma _{sn}={\frac {K_{I}}{\sqrt {2\pi r_{p}}}}}
, dove {\displaystyle r_{p}} è il raggio della zona plastica. Esso risulta quindi
{\displaystyle r_{p}={\frac {1}{2\pi }}\left({\frac {K_{I}}{\sigma _{sn}}}\right)^{2}}
Questa relazione non è completamente corretta perché, se si considera lo sforzo massimo effettivo pari a {\displaystyle \sigma _{sn}},  gli sforzi all'apice della cricca verranno ridistribuiti in modo da mantenere l'equilibrio delle forze.
Per {\displaystyle r=r_{p}}, {\displaystyle \sigma _{yy}=\sigma _{sn}} ossia {\displaystyle \sigma _{sn}={\frac {K_{I}}{\sqrt {2\pi r_{p}}}}} che risolta per {\displaystyle K_{I}} porta alla seguente espressione:
{\displaystyle K_{I}=\sigma _{sn}{\sqrt {2\pi r_{p}}}}
Quindi, se si calcola l'integrale dello sforzo teorico {\displaystyle \sigma _{yy}}  da {\displaystyle 0} a {\displaystyle r_{p}}, sostituendo {\displaystyle K_{I}} con la precedente relazione, risulta
{\displaystyle \int _{0}^{r_{p}}\sigma _{yy}dr=\int _{0}^{r_{p}}{\frac {K_{I}}{\sqrt {2\pi r}}}dr={\frac {2K_{I}}{\sqrt {2\pi }}}{\sqrt {r_{p}}}=2\sigma _{sn}r_{p}} .
Nel caso di plasticizzazione invece il valore dello stesso integrale è {\displaystyle \sigma _{sn}r_{p}}.
Per tenere conto di questo effetto si è proposto il concetto di cricca elastica equivalente il cui apice è localizzato in {\displaystyle r_{p}}. La lunghezza effettiva della cricca da considerarsi è quindi {\displaystyle a_{eff}=a+r_{p}} che porta ad un valore di {\displaystyle K_{I}} maggiore ({\displaystyle K_{eff}}).
Nel caso di deformazione piana il valore del raggio plastico è considerato pari a
{\displaystyle r_{p}={\frac {1}{6\pi }}\left({\frac {K_{I}}{\sigma _{sn}}}\right)^{2}} .

### Determinazione sperimentale diKC{\displaystyle K_{C}}e diGC{\displaystyle G_{C}}
La maggior parte dei materiali di interesse ingegneristico, sottoposto a sforzi elevati, prima di raggiungere la frattura va incontro a fenomeni di plasticizzazione. I valori di {\displaystyle K_{C}} e di {\displaystyle G_{C}}, teoricamente validi solo per materiali elastici lineari, possono essere considerati proprietà intrinseca del materiale solamente se certe condizioni geometriche dei provini sono verificate. In particolare, la zona plastica deve essere sufficientemente piccola rispetto alle geometrie del provino in modo da minimizzare gli effetti della plasticizzazione all'apice della cricca.
Secondo la normativa ASTM, le seguenti condizioni devono essere verificate:
{\displaystyle a,\,B,\,W-a\geq 2.5\left({\frac {K_{IC}}{\sigma _{sn}}}\right)^{2}}
, dove
B è lo spessore del provino e
W è la larghezza del provino in direzione della cricca.
Ciò equivale circa ad ammettere un raggio plastico {\displaystyle r_{p}} massimo 50 volte più piccolo rispetto alle dimensioni del provino {\displaystyle a}, {\displaystyle B}, {\displaystyle W-a}:
{\displaystyle \left\{{\begin{array}{ccl}r_{p}&\leq &{\frac {1}{50}}a\\r_{p}&\leq &{\frac {1}{50}}B\\r_{p}&\leq &{\frac {1}{50}}(W-a)\end{array}}\right.}
La prima relazione assicura l'applicabilità dell'analisi degli sforzi all'apice della cricca di Westergaard, base della meccanica della frattura lineare elastica; la seconda assicura uno stato di deformazione piana poiché, in assenza di quest'ultimo, si verifica una rilassamento degli sforzi con conseguente variazione della tenacità a frattura; la terza assicura che gli effetti di bordo siano trascurabili.

## Meccanica della frattura elasto-plastica
La meccanica della frattura lineare elastica è valida solo per quei materiali e condizioni al contorno tali da determinare una deformazione plastica del materiale confinata nella zona di singolarità dominante del campo degli sforzi all'apice della cricca.
Spesso quest'ultima condizione non è verificata: bisogna quindi ricorrere alla meccanica della frattura elasto-plastica che può essere applicata a strutture che esibiscono comportamento non lineare (deformazione plastica).

### CTOD
Storicamente, il primo parametro per la determinazione della tenacità a frattura in campo elasto-plastico è stato il CTOD (Crack Tip Opening Displacement) o "apertura all'apice della cricca", indicato con {\displaystyle \delta }.
Questo parametro fu determinato da Wells durante degli studi su acciai strutturali che, a causa della elevata tenacità non potevano essere caratterizzati con la meccanica della frattura lineare elastica. Egli notò che, prima che avvenisse la frattura, le pareti della cricca si allontanavano e che l'apice della cricca, dopo frattura, da acuto si arrotondava in seguito alla deformazione plastica. Inoltre l'arrotondamento dell'apice era più marcato negli acciai a maggiore tenacità.
Wells dimostrò che in condizioni di snervamento su piccola scala {\displaystyle \delta } è in relazione sia con K che con G.

### L'integrale J
Nella metà degli anni '60 J. R. Rice sviluppò una misura della densità di energia di deformazione all'apice di una cricca nel caso di un materiale con comportamento non lineare elastico. Questa misura chiamata integrale J,  è così definita:
{\displaystyle J=\int _{\Gamma }(Wdy-\mathbf {t} \cdot {\frac {\partial \mathbf {u} }{\partial x}}ds)}
, dove
{\displaystyle \Gamma } è un percorso arbitrario antiorario attorno all'apice della cricca,
{\displaystyle W} è la densità di energia di deformazione,
{\displaystyle \mathbf {t} } è il vettore di trazione,
{\displaystyle \mathbf {u} } è il vettore di spostamento
{\displaystyle ds} è una lunghezza incrementale lungo il percorso {\displaystyle \Gamma }.
{\displaystyle W} è inoltre definito come:
{\displaystyle W=\int _{0}^{[\mathbf {\varepsilon } ]}[\mathbf {\sigma } ]:d[\mathbf {\varepsilon } ]}
, dove
{\displaystyle [\sigma ]} e {\displaystyle [\varepsilon ]} sono i tensori di sforzo e deformazione.
Hutchinson, Rice e Rosegreen, successivamente dimostrarono che J caratterizza i campi degli sforzi e deformazioni all'apice della cricca nei materiali elastici non lineari.
Ipotizzarono un materiale con legame costitutivo assimilabile alla relazione di Ramberg-Osgood:
{\displaystyle {\frac {\varepsilon }{\varepsilon _{0}}}={\frac {\sigma }{\sigma _{0}}}+\alpha \left({\frac {\sigma }{\sigma _{0}}}\right)^{n}}
, dove
{\displaystyle \sigma _{0}} e {\displaystyle \varepsilon _{0}} sono rispettivamente una sollecitazione ed una deformazione di riferimento,
{\displaystyle \alpha } è una costante adimensionale caratteristica del materiale e
{\displaystyle n} è il coefficiente di incrudimento.
Applicate le appropriate condizioni al contorno i campi degli sforzi e deformazioni risultano:
{\displaystyle \sigma _{ij}=\sigma _{0}\left({\frac {EJ}{\alpha \sigma _{0}^{2}I_{n}r}}\right)^{{1} \over {n+1}}{\tilde {\sigma }}_{ij}(n,\theta )}
{\displaystyle \varepsilon _{ij}={\frac {\alpha \varepsilon _{0}}{E}}\left({\frac {EJ}{\alpha \sigma _{0}^{2}I_{n}r}}\right)^{{n} \over {n+1}}{\tilde {\varepsilon }}_{ij}(n,\theta )}
, dove
{\displaystyle I_{n}} sono n costanti di integrazione e
{\displaystyle {\tilde {\sigma }}_{ij}} e {\displaystyle {\tilde {\varepsilon }}_{ij}} sono funzioni adimensionali.
Da queste relazioni si nota che per {\displaystyle r\to 0}, {\displaystyle \sigma _{ij}} tende a {\displaystyle \infty } ed esiste quindi una singolarità chiamata singolarità HRR. L'integrale J definisce l'ampiezza di questa singolarità in campo elasto-plastico, così come K, il fattore di intensificazione degli sforzi, definisce la singolarità lineare elastica. Esso descrive quindi in modo compiuto i campi degli sforzi e deformazioni all'apice della cricca nei materiali elastici non lineari.